# Hiéroglyphe égyptien N22
La langue de terre sablonneuse en hiéroglyphes égyptiens, est classifiée dans la section N « Ciel, terre, eau » de la liste de Gardiner ; cet hiéroglyphe y est noté N22.

## Représentation
Il représente une langue de terre sablonneuse. Il est translittéré wḏb (?).

## Utilisation
| N20 |

| N20 |

| N21 |

| N21 |

| N21 |

| N21 |

| V24 | b | N22 · Z1 |

| V24 | b | N22 · Z1 |

| V24 | b | N22 · D55 |

| V24 | b | N22 · D55 |

« détourner la tête n vers ».
C'est un déterminatif du champ lexical du terrain.